# خاویر آرئاگا
خاویر آرئاگا (اسپانیایی: Xavier Arreaga‎؛ زادهٔ ۲۸ سپتامبر ۱۹۹۴) بازیکن فوتبال اهل اکوادور است.
از باشگاه‌هایی که در آن بازی کرده‌است می‌توان به باشگاه فوتبال سیاتل ساندرز و باشگاه ورزشی بارسلونا اشاره کرد.
وی همچنین در تیم ملی فوتبال اکوادور بازی کرده‌است.